# Pine Tree State Arboretum

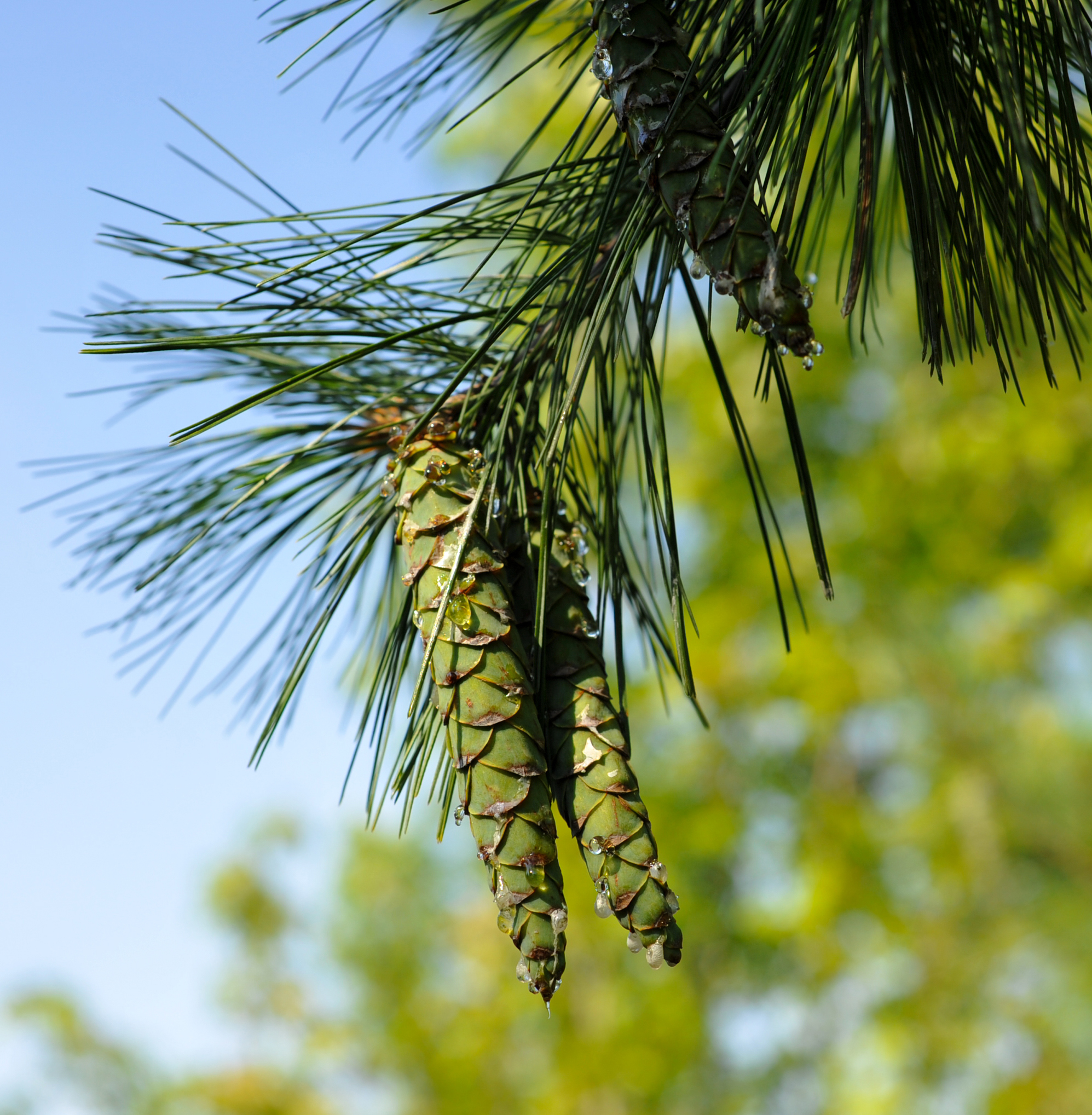
Conos del Pinus strobus, el árbol emblema del estado de Maine.

El Arboreto Pino árbol del Estado (en inglés : Pine Tree State Arboretum también conocido como Viles Arboretum), es un jardín botánico y arboreto de unos 224 acres (90.6 hectáreas) de extensión, administrado por organismo privado sin ánimo de lucro. Se encuentra en Augusta, Estados Unidos. Su código de reconocimiento internacional como institución botánica, así como las siglas de su herbario es PTM.

## Localización
Pine Tree State Arboretum, 153 Hospital Street, Augusta, United States of America-Estados Unidos.44°18′0″N 69°45′50.4″O / 44.30000, -69.764000
El arboreto tiene 5 millas (8 km) de senderos, abiertos a lo largo de todo el año sin cargo alguno. 

## Historia
A inicios del siglo XIX, esta área era propiedad de varias granjas vecinas. A partir de 1835 hasta 1905, el hospital estatal (ahora Augusta Mental Health Institute-Instituto de la Salud Mental de Augusta) compró y consolidó la tierra en ambos lados de la calle del hospital como parte de la granja del hospital estatal. 
El hospital se abrió en 1840, y durante más de un siglo, la granja del hospital proporcionó cosechas y ganado, así como terapia ocupacional y ejercicio para los internos. 
Durante la década de 1890 como parte de la creencia en el "moral treatment" de los pacientes psiquiátricos, se consideraba deseable que una granja institucional proporcionara un acre de tierra por paciente. Esta cantidad de tierra era considerada la adecuada para proveer una oportunidad de empleo a todos los pacientes, lo que se creía les podría llevar a la curación y a una buena salud. 
Durante un cierto período, la granja tuvo 600 acres, y durante algunos años a finales del siglo XIX, el cociente de un acre por paciente se mantuvo. Para mediados del siglo XX, el número de pacientes aumentó, alcanzando aproximadamente 1800 pacientes en la década de 1950. 
La tierra de granja en la zona este de la calle del hospital continuó siendo utilizada por el hospital hasta 1972 para la lechería, la cría de cerdos, de aves de corral, y cultivo de verduras. 
El "Servicio Forestal de Maine" (departamento de conservación) comenzó el desarrollo del arboreto del "Pine Tree State Arboretum" en 1981 con la financiación de concesiones urbanas federales de silvicultura. Durante ese año, 120 árboles de varias especies fueron plantados, y comenzó la construcción de cercas, de puentes, de sendas, y de un paseo marítimo comenzó. 
En 1982, una corporación privada, sin ánimo de lucro fue formada para administrar el área de 224 acres que se convertía en el arboreto. En el período a partir de 1982 hasta 1990, se construyeron los senderos adicionales, cercas, y puentes. Fueron impartidos, un número cada vez mayor de programas educativos y de viajes. Además fueron plantados 180 árboles adicionales de muchas especies. 
En 1990, fue completado el "Viles Visitors Center", siendo elegido un director ejecutivo. En 1992, fue firmado con el departamento de conservación un arriendo de 99 años, administrado por la oficina de parques y tierras. Desde el año 1982, el arboreto ha sido administrado por una junta directiva y un comité consultivo. 
En junio de 1991, el arboreto fue certificado como « Tree Farm Demonstration Area » área de exhibición de viveros de silvicultura. La colección del Hosta fue traída a Maine desde Massachusetts cuando el Arnold Arboretum se la vendió en 1992. El arboreto está incrementando continuamente sus actividades educativas, su sistema de sendas y su colección de árboles y de plantas

## Colecciones
La colección de plantas contiene más de 300 especies o variedades de árboles y de arbustos. La porción boscosa del arboreto es un « Tree Farm Demonstration Area » (área certificada de exhibición del vivero), que contiene muchos de los árboles que crecen de modo natural en Maine. 
Las colecciones y los jardines principales del arboreto son como sigue: 
- Urban & Community Forestry Demonstration Area (Área de Exhibición de los Árboles Urbanos y de las Comunidades) — Esta es la colección mayor del arboreto; con más de seis docenas de especímenes elegidos por su resistencia y adaptibilidad en el ambiente urbano.

- Colección de Coníferas — Variedades del Norte de América elegidas por sus características interesantes (como el pino blanco llorón), y otras especies procedentes de todo el mundo.

- Governors Grove (La arboleda del Gobernador) — Más de 60 Pino blanco del este, el árbol emblema del estado de Maine, cada uno de ellos plantado en honor de cada uno de los Gobernadores de Maine y etiquetado con su nombre y la fecha de su periodo en funciones.

- Colección de Castaños — Una exhibición de castaños americanos y de sus parientes próximos. Con la ayuda de la The American Chestnut Foundation, el arboreto está desarrollando una plantación de castaños con plantones representando a todos los castaños americanos de Maine supervivientes.

- Jardines Históricos de las Daughters of the American Revolution — Con plantas seleccionadas por sus cualidades tanto estéticas, medicinales, culinarias, o de uso en el hogar, estas plantas de flor, hierbas y arbustos podían haberse encontrado en los jardines del tiempo de la Independencia de los Estados Unidos.

- Colección de Lilas — Una colección de variedades de lilas tanto blancas, rosas, púrpuras, que florecen en mayo.

- Jardín de Hostas — Creciendo bajo la sombra protectora de una arboleda de abedules blancos, esta colección de variedades del hosta, es una de las más grandes de Maine, fue donada por el Arnold Arboretum en Massachusetts.

- Jardín de Plantas Nativas — Este es el jardín más nuevo que se ha incorporado al ajardinar la nueva ala educativa del « Viles Visitors Center ». Ofrece las plantas nativas que se encuentran fácilmente disponibles en centros y viveros de jardín de Maine y anima a los visitantes a considerar usar más plantas nativas en sus jardines caseros y evitar usar las plantas foráneas que pueden escaparse al medio silvestre del entorno.